# Giennadij Woronow
Giennadij Iwanowicz Woronow (ros. Генна́дий Ива́нович Во́ронов; ur. 18 sierpnia?/31 sierpnia 1910 w Ramieszkach w guberni twerskiej, zm. 1 kwietnia 1994 w Moskwie) – radziecki polityk, prezes Rady Ministrów Rosyjskiej Federacyjnej Socjalistycznej Republiki Radzieckiej (1962-1971), członek Komitetu Centralnego (1952-1976) i Biura Politycznego KC KPZR (1961-1973), deputowany do Rady Najwyższej ZSRR od 3 do 8 kadencji.

## Życiorys
Od 1929 pracował jako elektryk i brygadzista, w 1931 wstąpił do partii komunistycznej WKP(b), 1937-1939 szef wydziału kultury i propagandy Kirowskiego Komitetu WKP(b), w 1937 ukończył Nowosybirski Instytut Marksizmu-Leninizmu. 1939-1948 II sekretarz, a 1948-1955 I sekretarz Komitetu Obwodowego WKP(b)/KPZR w Czycie. 1952-1976 był członkiem Komitetu Centralnego KPZR, a 1955-1957 zastępcą ministra rolnictwa ZSRR. 1957-1961 I sekretarz Komitetu Obwodowego KPZR w Orenburgu. Od 18 stycznia do 31 października 1961 zastępca członka Prezydium KC KPZR, następnie do 27 kwietnia 1973 członek Prezydium/Biura Politycznego KC KPZR, 20 grudnia 1962 - 23 lipca 1971 prezes Rady Ministrów Rosyjskiej FSRR. W okresie od 22 lipca 1971 do 7 maja 1973 przewodniczący Komitetu Ludowej Kontroli ZSRR. Deputowany do Rady Najwyższej ZSRR 3, 4, 5, 6, 7 i 8 kadencji. Od 1973 na emeryturze. Był odznaczony dwukrotnie Orderem Lenina i medalami. Został pochowany na Cmentarzu Kuncewskim w Moskwie.